# 커뮤니케이션
커뮤니케이션(communication)은 일반적으로 정보의 전달로 정의된다. 그 정확한 정의에 대해서는 논란이 있으며, 의도하지 않은 전달이나 실패한 전달을 포함시켜야 하는지, 또한 커뮤니케이션이 단순히 의미를 전달하는 것인지 아니면 의미를 창조하는 것인지에 대해 의견이 분분하다. 커뮤니케이션 모형은 그 주요 구성요소와 상호작용에 대한 간소화된 개요이다. 많은 모형들은 정보 발신자가 부호 체계를 사용하여 메시지 형태로 정보를 표현한다는 개념을 포함한다. 이 메시지는 채널을 통해 수신자에게 전달되며, 수신자는 이를 이해하기 위해 해독해야 한다. 커뮤니케이션을 연구하는 주요 분야를 커뮤니케이션학이라고 한다. 
커뮤니케이션을 분류하는 일반적인 방법은 정보가 인간 간에 교환되는지, 다른 종의 구성원 간에 교환되는지, 또는 컴퓨터와 같은 비생물체 간에 교환되는지에 따른다. 인간 커뮤니케이션에서 중요한 대조는 언어적 커뮤니케이션과 비언어적 커뮤니케이션 사이에 있다. 언어적 커뮤니케이션은 구두, 글로 쓴 메시지, 수화를 비롯한 언어 형태의 메시지 교환을 포함한다. 비언어적 커뮤니케이션은 언어 체계를 사용하지 않고 이루어지며, 예를 들어 신체 언어, 접촉, 표정 등을 사용한다. 또 다른 구분은 개별적인 사람들 사이에서 일어나는 대인 커뮤니케이션과 자신과의 커뮤니케이션인 자아 커뮤니케이션이다. 의사소통 능력은 잘 소통할 수 있는 능력을 말하며, 메시지를 구성하고 이해하는 기술에 적용된다.
비인간 형태의 커뮤니케이션에는 동물과 식물의 커뮤니케이션이 포함된다. 이 분야의 연구자들은 종종 관찰 가능한 반응이 존재하고 참여자들이 교환으로부터 이익을 얻는다는 기준을 포함시켜 의사소통 행동의 정의를 정제한다. 동물 커뮤니케이션은 구애와 짝짓기, 부모-자식 관계, 항해, 자기 방어 등의 영역에서 사용된다. 상대적으로 이동성이 낮은 식물에게는 화학물질을 통한 커뮤니케이션이 특히 중요하다. 예를 들어, 단풍나무는 초식 동물의 공격을 다른 식물에게 경고하기 위해 이른바 휘발성 유기 화합물을 공기 중으로 방출한다. 대부분의 커뮤니케이션은 동일 종 구성원 사이에서 이루어진다. 그 이유는 커뮤니케이션의 목적이 보통 어떤 형태의 협력이며, 이는 서로 다른 종 사이에서는 그다지 일반적이지 않기 때문이다. 종간 커뮤니케이션은 주로 공생 관계에서 발생한다. 예를 들어, 많은 꽃들은 대칭적인 형태와 특징적인 색상을 사용하여 곤충들에게 꿀이 어디에 위치해 있는지 신호를 보낸다. 인간은 반려동물이나 사역동물과 상호작용할 때 종간 커뮤니케이션에 참여한다.
인간의 커뮤니케이션, 의사소통은 긴 역사를 가지고 있으며, 사람들이 정보를 교환하는 방식은 시간이 지남에 따라 변화해 왔다. 이러한 변화는 주로 새로운 커뮤니케이션 기술의 발전에 의해 촉발되었다. 예를 들어 문자 체계의 발명, 대량 인쇄의 발전, 라디오와 텔레비전의 이용, 인터넷의 발명 등이 있다. 이러한 기술적 진보는 또한 컴퓨터 간 데이터 교환과 같은 새로운 형태의 커뮤니케이션을 낳았다.

## 인간 외 생물
생물의 의사소통을 생물기호학에서 연구한다.

## 같이 보기
- 보완대체 의사소통
- 비폭력대화